# Escola Literária de Preslava
Escola Literária de Preslava ou Escola Literária de Plisca (em búlgaro:  Преславска книжовна школа) foi a primeira escola literária da Bulgária medieval. Ela foi fundada pelo cã Bóris I em 885 ou 886 na capital búlgara, Plisca. Em 893, o czar Simeão I mudou-a para sua nova capital em Preslava.
A Escola Literária de Preslava foi o mais importante centro literário e cultural da Bulgária e de todos os eslavos até a queda de Preslava, incendiada pelo imperador bizantino João I Tzimisces em 972. Diversos proeminentes escritores e acadêmicos búlgaros trabalharam na escola, inclusive Naum de Preslava (até 893), Constantino de Preslava, João, o Exarca, Chernorizets Hrabar e outros.
Ela era também um centro de tradução, majoritariamente de autores bizantinos, mas também de poesia e de produção de pinturas e de cerâmicas pintadas.
Foi ali que se criou o alfabeto cirílico e a inscrição mais antiga com data comprovada foi encontrada na região de Preslava: na cidade antiga, na vila próxima de Patleina (também na Província de Shumen), em Krepcha (atualmente na Província de Targovishte e Ravna (na Província de Varna). Nesta última, um número incomum de inscrições (330 grafites) em búlgaro antigo e em outras línguas, muitos feitos por leigos, alguns obscenos, alguns escritos em cirílico em paralelo com outros alfabetos, foi encontrado, o que instou Umberto Eco a chamar Ravna de "um laboratório linguístico do século X". Outro notável conjunto de inscrições cirílicas do século X é representado por diversos pendentes de chumbo, a maioria encontrada na região nordeste da Bulgária, entre Preslava e Varna com achados periféricos mais ao norte, na atual região sudeste da Romênia.
Scriptoria da Escola de Preslava estão espalhados pela maior parte da região nordeste da moderna Bulgária, incluindo igrejas e mosteiros em Preslava (restos de 25 igrejas foram encontrados ali), Plisca, Patleina, Khan Krum, Chernoglavtsi (Província de Shumen), Ravna, Varna e Murfatlar em Dobruja (atualmente na Romênia).